# A Republikanska futbołna grupa (1985/1986)
A Republikanska futbołna grupa (1985/1986) była 62. edycją najwyższej piłkarskiej klasy rozgrywkowej w Bułgarii. W rozgrywkach brało udział 16 zespołów. Tytułu nie obroniła drużyna Lewski-Spartak Sofia. Nowym mistrzem Bułgarii został zespół Beroe Stara Zagora.

## Tabela końcowa
| 1.  | Beroe Stara Zagora   | 30 | 43 | 55 | 36 |
| 2.  | Trakia Płowdiw       | 30 | 41 | 82 | 38 |
| 3.  | Sławia Sofia         | 30 | 36 | 63 | 33 |
| 4.  | Sredec Sofia         | 30 | 34 | 62 | 37 |
| 5.  | Witosza Sofia        | 30 | 33 | 55 | 39 |
| 6.  | FK Sliwen            | 30 | 31 | 46 | 48 |
| 7.  | Łokomotiw Płowdiw    | 30 | 31 | 51 | 57 |
| 8.  | Spartak Warna        | 30 | 30 | 31 | 32 |
| 9.  | Łokomotiw Sofia      | 30 | 29 | 47 | 45 |
| 10. | Etyr Wielkie Tyrnowo | 30 | 29 | 52 | 58 |
| 11. | Akademik Swisztow    | 30 | 26 | 39 | 54 |
| 12. | Botew Wraca          | 30 | 25 | 44 | 60 |
| 13. | Pirin Błagojewgrad   | 30 | 21 | 34 | 49 |
| 14. | Spartak Plewen       | 30 | 21 | 33 | 63 |
| 15. | Czerno More Warna    | 30 | 20 | 47 | 58 |
| 16. | Dunaw Ruse           | 30 | 18 | 29 | 63 |

| Legenda:                  |
| PEMK                      |
| Puchar UEFA               |
| Puchar Zdobywców Pucharów |
| spadek                    |

1 Drużyny CSKA Septemwrijsko Zname Sofia i Spartak-Lewski Sofia przed rozpoczęciem sezonu zmieniły nazwy na Sredec Sofia i Witosza Sofia.
2 Za remis 0:0 nie przyznawano punktów żadnej z drużyn.
3 Dwa ostatnie zespoły spadły do II ligi, z której awansowały: Czernomorec Burgas i FK Dimitrowgrad.

## FinałPucharu Bułgarii
- Puchar Bułgarii:
  - WITOSZA SOFIA – CSKA Sofia 1:0
- Puchar Armii Sowieckiej (rozgrywki nieoficjalne):
  - CFKA SREDEC SOFIA – Łokomotiw Sofia 2:0

## Król strzelców
- 30 goli –  Atanas Paszew (Trakia Płowdiw)